# Salvador Giner y Vidal

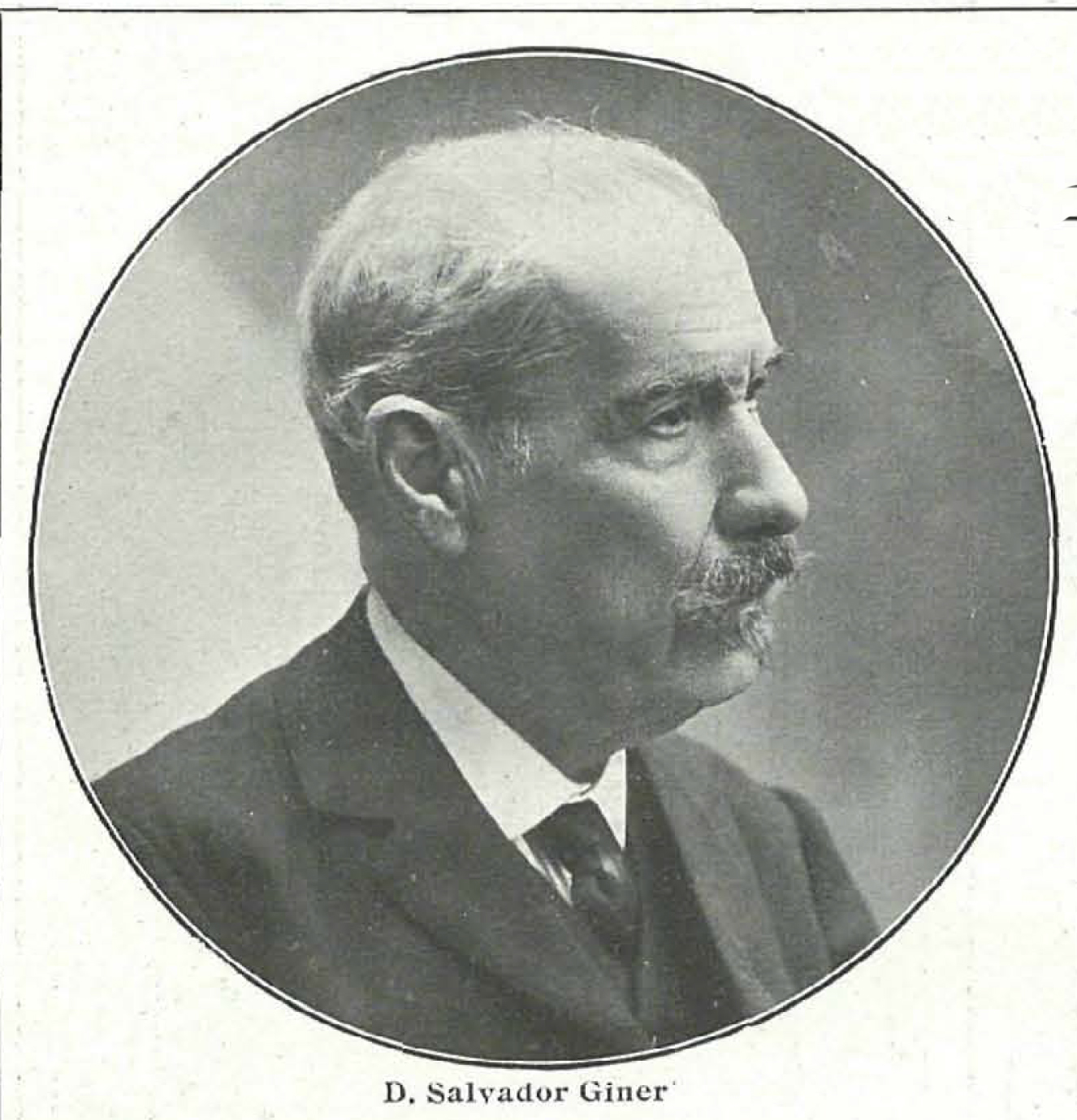
Salvador Giner y Vidal

Salvador Giner y Vidal (Valencia, 19 januari 1832 – aldaar, 3 november 1911) was een Spaans componist.

## Levensloop
Giner y Vidal is afkomstig uit een heel muzikale familie. Hij was een leerling van Pascual Pérez Gascon. Giner y Vidal werd beschouwd als de componist, die de música descriptiva Valenciana (de beschrijvende Valenciaanse muziek) gecreëerd en het symfonisch gedicht in Spanje geïntroduceerd heeft.
In 1871 ging Giner y Vidal naar Madrid en werd bekend met Tomás Bretón Hernández en Francisco Asenjo Barbieri. In Madrid schreef hij o.a. de Misa de Requiem ter nagedachtenis van Doña Mercedes de Orleans y Borbón, de Spaanse Koningin. Hij bleef in Madrid tot 1879.
Giner y Vidal was professor voor compositie aan het Conservatorio Superior de Música de Valencia. Hij was ook medeoprichter van de Banda Municipal de Valencia, een beroepsharmonieorkest.
Als componist schreef hij 434 werken, daarvan 271 religieuze werken, 23 werken voor orkest, 26 voor banda (harmonieorkest), 30 zarzuela's, 38 koorwerken, 27 voor kamerensembles, 14 werken voor schouwspel en 5 opera's.

## Composities

### Werken voor orkest
- A mi patria, symfonie
- Correguda de Joies
- El Carneval de Valencia
- El adios de boabdil a Granada, symfonie
- Elegia, symfonie
- Entre el Jucar y el Turia
- Es chopa asta la moma, symfonie
- Eterno Genitor, symfonie
- L'Entrá de la murta
- La Feria de Valencia
- Las cuatro Estaciones
- Nocturno, symfonie
- Plegaria, symfonie
- Rapsodia Española
- Un Paseo en Gondola, symfonie
- Una Nit d'Albaes

### Werken voor banda (harmonieorkest)
- Corregudes de Joies
- Es chopà..hasta la Moma, symfonie
- El festín de Baltasar, Poema Sinfónico
- Es xopà hasta la moma, symfonisch gedicht
- L'Entrá de la murta, paso-doble popular valenciana
- Las fases del campo, idilio sinfónico
- Una nit d'albaes, symfonisch gedicht

### Missen, cantates, oratoria en geestelijke werken
- 1878 Réquiem in memoriam Doña Maria de las Mercedes de Orleans y Borbón (1860-1878) Koningin van Spanje, echtgenote van Alfonso XII van Spanje (1857-1885) Koning van Spanje
- 1880 Réquiem in memoriam Cristobal Pascual y Genis
- Verdere zes réquiem met en zonder koor en met en zonder orkest
- Responsories
- Goigs a la Verge dels Desamparats
- Misa en Re, voor vier solisten en orkest

### Muziektheater

#### Opera's
- 1875 Con quien se casó mi mujer
- 1890 ¡Sagunto!, opera, 3 aktes - libretto: Luis Cebrián Mezquita
- 1901 El fantasma, opera, 3 aktes - libretto: van de componist
- 1901 El soñador, opera
- 1901 Morel, opera
- L'Indovina, opera

#### Zarzuelas
- 1883 El Rayo de Sol
- 1896 Los Mendigos, zarzuela
- 1898 La Plegaria del Sábado, zarzuela - libretto: van de componist
- 1900 Las Entapizadas
- 1900 Fuego en la era
- 1901 La Gruta de Lourdes, 3 aktes - libretto: Salvador Calvo
- 1901 El Fantasma
- 1903 Alboradas, drama lírico, 1 akte - libretto: José Guzmán Guallar
- 1905 Falucho
- 1911 La Predicción gitana
- 1911 El Roder
- Foch en l'era, zarzuela
- Les enramaes, zarzuela

### Werken voor koor
- Ecos del Turia, voor gemengd koor

### Pedagogische werken
- Lecciones de Solfèo 2 y 3 voces